# Graphops wyomingensis
Graphops wyomingensis är en skalbaggsart som beskrevs av Blake 1955. Graphops wyomingensis ingår i släktet Graphops och familjen bladbaggar. Inga underarter finns listade i Catalogue of Life.